# Ityphilus melanostigmus
Ityphilus melanostigmus är en mångfotingart som först beskrevs av Carl Graf Attems 1900.  Ityphilus melanostigmus ingår i släktet Ityphilus och familjen Ballophilidae.
Artens utbredningsområde är Seychellerna. Inga underarter finns listade i Catalogue of Life.